# Hideyuki Nozawa
Hideyuki Nozawa (japanisch 野澤 英之 Nozawa Hideyuki; * 15. August 1994 in Wako) ist ein japanischer Fußballspieler.

## Karriere
Nozawa erlernte das Fußballspielen in der Jugendmannschaft von FC Tokyo. Seinen ersten Vertrag unterschrieb er 2013 bei FC Tokyo. Der Verein spielte in der höchsten Liga des Landes, der J1 League. Für den Verein absolvierte er sieben Erstligaspiele. 2017 wurde er an den Zweitligisten FC Gifu ausgeliehen. Für Gifu absolvierte er 14 Ligaspiele. 2018 wurde er an den Zweitligisten Ehime FC ausgeliehen. Für Ehime absolvierte er 57 Ligaspiele. 2020 wechselte er zum Zweitligisten Ventforet Kofu.